# Botvid

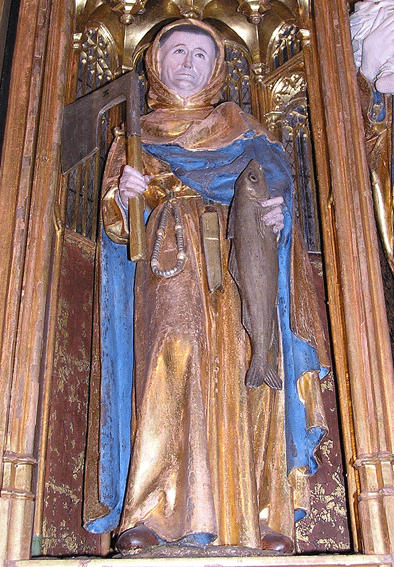
Der Heilige Botvid in der Kirche von Ytterselö

Botvid (* auf Södertörn; † 1120 auf der Insel Rogö, Schweden) war ein schwedischer, katholischer Heiliger und mit Eskil der zweite Schutzheilige von Södermanland.
Als Sohn heidnischer Eltern auf Södertörn geboren, soll er auf einer Handelsreise in England Christ geworden sein und hat in der Folge Mission in Schweden betrieben. Ein von ihm freigekaufter und in der christlichen Lehre unterrichteter wendischer Sklave, den er als Missionar in seine Heimat senden wollte, soll ihn mit einer Axt auf der Insel Rogö im Mälaren erschlagen haben.
Seine sterblichen Überreste befinden sich heute in der Kirche von Botkyrka, die sein Bruder als Botvidakirkia errichten ließ. Der Ort wurde in Anlehnung daran später Botkyrka genannt, und auch die heutige Gemeinde trägt Botvid in ihrem Wappen.

## Darstellung
Der Heilige Botvid wird in einer seiner Zeit entsprechenden Laientracht dargestellt, seine Attribute sind eine Axt und ein Fisch, der auf einen wunderbaren Fischzug hinweisen soll. Erste Darstellungen finden sich im 15. Jahrhundert.
Sein Gedenktag ist der 28. Juli.